# Stráža
Stráža (en hongrois : Nemesőr) est une commune de la région de Žilina, en Slovaquie.

## Histoire
La première mention écrite du village date de 1439.

## Démographie

### Évolution de la population
| Année:               | 1994. | 2004.   | 2014.   | 2024.   |
| -------------------- | ----- | ------- | ------- | ------- |
| Nombre de personnes: | 636   | 657     | 676     | 686     |
| Différence:          |       | +3,30 % | +2,89 % | +1,47 % |

| Année:               | 2023. | 2024.   |
| -------------------- | ----- | ------- |
| Nombre de personnes: | 688   | 686     |
| Différence:          |       | -0,29 % |